# لانديجو (أورن)
لانديجو هي بلدية في أورن في شمال غرب فرنسا.